# Taieri River
Der Taieri River ist ein Fluss in der Region Otago auf der Südinsel von Neuseeland.
Der Fluss dominiert zusammen mit dem weiter westlich gelegene Clutha River/Mata-Au die Region Otago und stellt als zweitgrößter Fluss mit seinen Nebenflüssen die wichtigste Wasserquelle der Region dar.

## Geografie
Von seinem Quellgebiet in der Lammerlaw Range aus durchfließt der Taieri River die  Ebene der Serpentine Flat in nördliche Richtung, um anschließend die Feuchtgebiete der Maniototo Plain zu versorgen. Am nördlichen Ende der Rock and Pillar Range wendet sich der Fluss ostwärts und durchzieht nach einer Biegung um nahezu 180 Grad das breite ehemalige Gletschertal Strath Taieri, das von den Bergketten der über 1300 m hohen Rock and Pillar Range und der Taieri Ridge eingefasst wird. Von diesem Tal aus hat sich der Taieri River südwärts tief in die Landschaft eingearbeitet und die Schlucht Taieri Gorge ausgebildet. Bei Outram verlässt der Fluss die Schlucht und bewässert die Taieri Plains, um dann nach weiteren 30 Flusskilometern am Taieri Mouth in den Pazifischen Ozean zu münden. Der Flussmündung ist die Insel Taieri Island/Moturata vorgelagert.
Der wichtigste Zufluss des Taieri River ist der Waipori River, der bei Henley und den Taieri Plains in den Fluss mündet. Orte am Flusslauf sind Middlemarch, Outram, Mosgiel, Henley und Taieri Mouth.
Der Fluss verfügt über eine Länge von 318 km und besitzt ein Wassereinzugsgebiet von 5650 km².

## Nutzung
Am Oberlauf des Taieri River befindet sich bei Paerau ein Wasserkraftwerk, das zusammen mit dem an einem Nebenfluss in Patearoa gelegenen Kraftwerk 1984 in Betrieb genommen wurde. Ein Teil des Wassers des Taieri River wird abgezweigt und über einen 1,3 km langen Tunnel dem 10 MW starken Kraftwerk des Energieversorgers Trustpower zugeführt.
In den fruchtbaren Ebenen der Ebenen Maniototo und Strath Taieri wird das Wasser des Flusses intensiv für die Landwirtschaft und Viehzucht verwendet. Angeln ist an jeder Stelle des Taieri River erlaubt und möglich, wobei die Feuchtgebiete der Maniototo bei den Anglern besonders beliebt sind. Die Taieri Gorge ist ein Touristenziel und kann mit dem täglich verkehrenden Zug der Taieri Gorge Railway von Dunedin nach Middlemarch durchfahren werden.

## Umweltprobleme
Nachdem angrenzende Farmer der Feuchtgebiete in dem oberen Bereich des Flusses vermehrt zur Milchwirtschaft und Zucht von Damwild übergegangen sind, sind die Feuchtgebiete durch Verunreinigung und Expansion landwirtschaftlicher Flächen bedroht.